# 砕砂

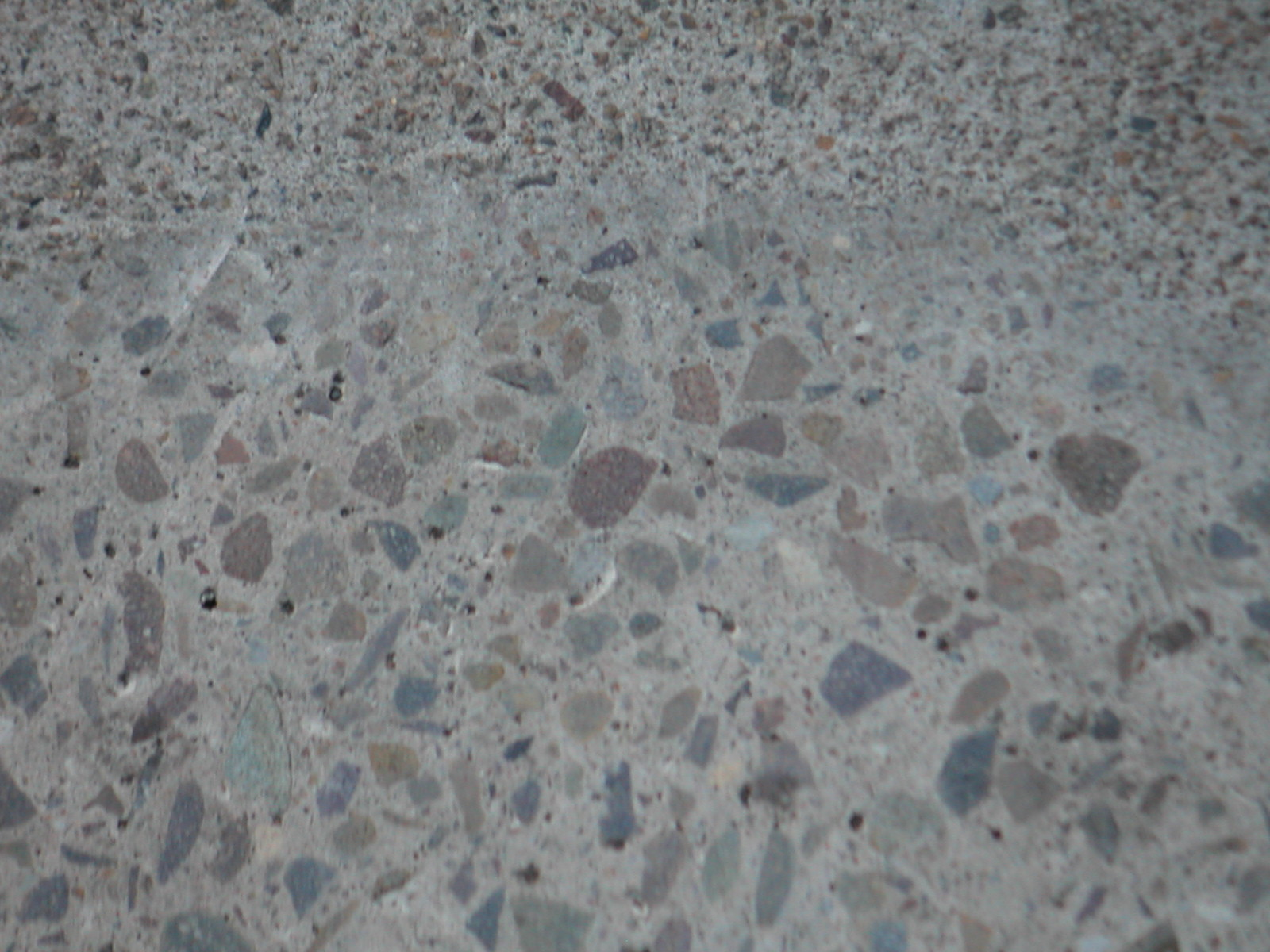
コンクリートを粉砕すると、骨材が露出します。

砕砂（さいさ）とは、天然の岩石を破砕機・粉砕機等で人工的に小さく砕き出来た砂をいう。
2.0～2.5mmふるいを通過し、75μmにとどまる大きさのもの。
圧縮応力に抵抗してバルクを提供する複合材料など効率的な充填のために岩石は完成品よりもはるかに小型である必要があり、さまざまなサイズが用意される。たとえば、コンクリート製造に使用される石の粒子には通常、砂と砂利両方が使用される。